# İrəvanlı (Yevlax)
İrəvanlı è un comune dell'Azerbaigian situato nel distretto di Yevlax. Conta una popolazione di 227 abitanti.